# Gallina (Reggio Calabria)
Gallina (Iaddhìna in dialetto reggino) è la XIV circoscrizione del comune di Reggio Calabria. Ha un'estensione territoriale di 25,43 km² e al 31 dicembre 2007 contava una popolazione di 7 283 abitanti.

## Territorio
Il territorio della circoscrizione di Gallina, comprendente i rioni di Gallina, Arangea, Armo, Puzzi, Lutrà e Aretina, confina a nord con la XII circoscrizione (Cannavò - Mosorrofa - Cataforio), a sud con la XIII circoscrizione (Ravagnese), a ovest con la VII (San Giorgio - Modena - San Sperato) e a est con il comune di Cardeto.

## Storia
Gallina sorse nel 1783 dalle ceneri di Motta Sant'Agata, situata sulla sponda destra del torrente Sant'Agata, distrutta dal forte terremoto del 5 febbraio. La ricostruzione post-sisma non avvenne sullo stesso sito, ma per la nuova città, totalmente ridisegnata, furono scelti i "piani di Gallina", un pianoro posto a 235 m s.l.m. lontano dai monti; ma la "Nuova città di Sant'Agata in Gallina" non portò alla rinascita del paese, che anzi vide un progressivo spopolamento. Durante il periodo napoleonico iniziò un periodo di benefici influssi per tutto il territorio, che vide inoltre un allargamento dei propri confini giurisdizionali: i paesi sotto la giurisdizione di Sant'Agata furono il comune di Sant'Agata in Gallina (che si chiamerà ufficialmente Gallina dal 1861) con le frazioni di Puzzi, Croce Valanidi, Ravagnese, Arangea, San Gregorio, il comune di Cataforio con le frazioni di San Salvatore, Armo, Mosorrofa, Vinco, Cardeto e Pellaro. Nel 1844 il re Ferdinando II delle Due Sicilie decise che ogni comune doveva dotarsi di una biblioteca circondariale, così anche Gallina si dotò della propria, anche se buona parte dei 5 262 abitanti del comune, nel 1850, era analfabeta; nel 1878 venne costruita la prima farmacia. Dopo la nascita del Regno d'Italia venne istituito il Consiglio comunale e introdotta la lira. Le condizioni del comune, dal terremoto del 1783, erano comunque critiche e, sebbene ci fosse stato un ripopolamento che aveva portato la cittadinanza ad arrivare agli 8 068 abitanti, la situazione si aggravò dopo il terremoto del 1908, che portò alla morte di 464 persone nel comune.
Il 12 febbraio 1927 il podestà di Reggio Calabria Zerbi chiese l'attuazione della Grande Reggio, che fu approvata da Benito Mussolini con Decreto del 7 luglio 1927: Gallina (all'epoca con una popolazione di 14 000 abitanti) venne quindi conurbata a Reggio Calabria, divenendo uno dei sobborghi periferici della città.
Nel 1978, con la delibera n° 57 del 30 marzo, il comune di Reggio Calabria viene diviso in 15 circoscrizioni di decentramento e Gallina ne è la nº 14.

## Toponimo
Il nome di Gallina, secondo lo storico tedesco Gerhard Rohlfs, deriva dall'omonimo proprietario terriero della zona, ma questa affermazione non fu mai provata storicamente.
Oggi qualcuno avanza l'ipotesi che il nome sia stato dato dai greci dell'Ellade (Grecia), in quanto il loro capoluogo è "Killini" e, come in quella provincia esistono le località di Loutrà e Pirgos, anche nei pressi di Gallina vi sono le stesse località, denominate appunto Pirgo e Lutrà.
C'è chi avanza un'ulteriore ipotesi: che Gallina sia stata denominata dai greci con il termine "Galinòs", che significa "calmo", "tranquillo", proprio come era il luogo ai tempi dell'arrivo dei greci a Reggio.
La stessa radice e ugual significato li si ritrova nel nome dalla ninfa nereide Galena ( in greco Galênê o Galênaiê). Figlia di Nereo e di Doride e personificazione del "mare calmo" potrebbe aver avuto qui dimora per sorvegliare le coste dello Stretto. Il nome Galena sarebbe divenuto Galìna cambiato dal dialetto in Gallina.
Altra origine possibile del toponimo Gallina è suggerita dal significato del sumero "gal", che sta per "divinità". In sumero "urigallu" era infatti il servitore ("ur") della divinità ("gallu"). Nell'area della Calabria ulteriore sono numerosi i toponimi riconducibili alle lingue delle popolazioni di origine orientale che nell'età del bronzo (e forse prima) l'abitarono. Esempi sono "Apsia", "Melle", "Melicucco" e altri. Anche il toponimo "Gallico" è leggibile in modo analogo: "ki" è suffisso sumero di località.